# Station Wrocław Mikołajów
Station Wrocław Mikołajów is een spoorwegstation in de Poolse plaats Wrocław.